# Kanton Brienne-le-Château
Brienne-le-Château is een kanton van het Franse departement Aube. Het kanton maakt deel uit van de arrondissementen Bar-sur-Aube (43) en Troyes (10). Het heeft een oppervlakte van 665.7 km² en telt 14.149 inwoners in 2018, dat is een dichtheid van 21 inwoners per km².

## Gemeenten
Het kanton Brienne-le-Château omvatte tot 2014 de volgende 25 gemeenten:
- Bétignicourt
- Blaincourt-sur-Aube
- Blignicourt
- Brienne-la-Vieille
- Brienne-le-Château (hoofdplaats)
- Courcelles-sur-Voire
- Dienville
- Épagne
- Hampigny
- Lassicourt
- Lesmont
- Maizières-lès-Brienne
- Mathaux
- Molins-sur-Aube
- Pel-et-Der
- Perthes-lès-Brienne
- Précy-Notre-Dame
- Précy-Saint-Martin
- Radonvilliers
- Rances
- Rosnay-l'Hôpital
- Saint-Christophe-Dodinicourt
- Saint-Léger-sous-Brienne
- Vallentigny
- Yèvres-le-Petit

Door de herindeling van de kantons bij decreet van 21 februari 2014 met uitwerking op 22 maart 2015  werden de volgende 28 gemeenten aan het kanton toegevoegd :
- Arrembécourt
- Assencières
- Aulnay
- Bailly-le-Franc
- Balignicourt
- Bouy-Luxembourg
- Braux
- Brévonnes
- Chalette-sur-Voire
- Chavanges
- Donnement
- Dosches
- Géraudot
- Jasseines
- Joncreuil
- Juvanzé
- Lentilles
- Magnicourt
- Mesnil-Sellières
- Montmorency-Beaufort
- Onjon
- Pars-lès-Chavanges
- Piney
- Rouilly-Sacey
- Saint-Léger-sous-Margerie
- Unienville
- Val-d'Auzon
- Villeret